# Carex maorica
Carex maorica är en halvgräsart som beskrevs av Bruce Gordon Hamlin. Carex maorica ingår i släktet starrar, och familjen halvgräs. Inga underarter finns listade i Catalogue of Life.